# Zbigniew Gessler

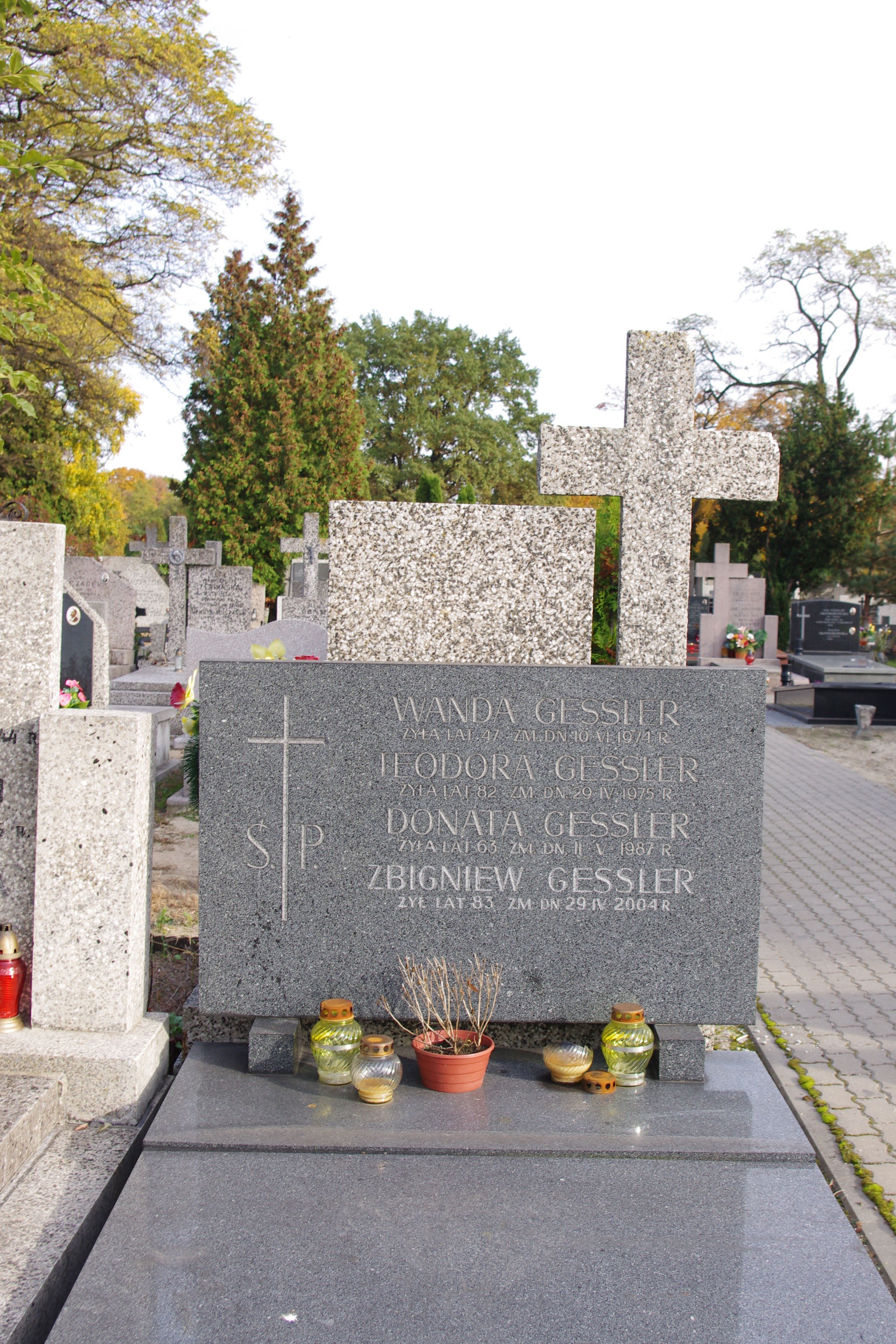
Grób Zbigniewa Gesslera na cmentarzu Bródnowskim w Warszawie

Zbigniew Henryk Gessler (ur. 17 kwietnia 1921 w Łodzi, zm. 29 kwietnia 2004 w Warszawie) – polski rzemieślnik i polityk, poseł na Sejm PRL IX kadencji.

## Życiorys
Urodził się w rodzinie łódzkich przedsiębiorców, ojciec był właścicielem firmy produkującej dziecięce wózki i rowery. W 1935 ukończył średnią szkołę handlową. W 1940 przeniósł się wraz z matką, Teodorą Gessler, z Łodzi do Warszawy. Po 1945 otworzył w Warszawie własny zakład cukierniczy znajdujący się na Starym Mieście, prowadził również cukiernię „Bajka” przy ul. Marszałkowskiej oraz „Staropolską” na warszawskich Bielanach.
Był wieloletnim działaczem Stronnictwa Demokratycznego, przewodniczącym Dzielnicowego Komitetu na Woli oraz radnym Rady Narodowej m.st. Warszawy. Wchodził w skład Prezydium Stołecznego Komitetu. Zasiadał w Centralnym Sądzie Partyjnym.
W wyborach w 1985 uzyskał mandat posła na Sejm PRL IX kadencji w okręgu Warszawa Wola z ramienia Stronnictwa Demokratycznego. Zasiadał w Komisji Planu Gospodarczego, Budżetu i Finansów, Komisji Rolnictwa, Leśnictwa i Gospodarki Żywnościowej oraz w Komisji Nadzwyczajnej do rozpatrzenia projektu Ordynacji Wyborczej do Sejmu oraz Ordynacji Wyborczej do Senatu. W wyborach w 1989 bez powodzenia ubiegał się o reelekcję w okręgu Warszawa–Mokotów w ramach mandatu przeznaczonego dla SD.
Aktywny w środowisku rzemieślniczym. Był członkiem zarządu i podstarszym Cechu Rzemiosł Spożywczych (1959–1981) oraz starszym cechu (1987–1989). Przewodniczył Ogólnopolskiej Komisji Branży Cukierniczej przy Centralnym Związku Rzemiosła.
Był żonaty z Wandą z domu Marciniak, malarką. Miał synów Adama i Piotra, również restauratorów. Był teściem dla Marty Gessler i Magdaleny Gessler.
Odznaczony Krzyżem Kawalerskim i Oficerskim Orderu Odrodzenia Polski, Złotym Krzyżem Zasługi, Złotym Medalem im. Jana Kilińskiego oraz Medalem 40-lecia Polski Ludowej.
Został pochowany na cmentarzu Bródnowskim (kwatera 78D-6-1).